# Jamesonräden

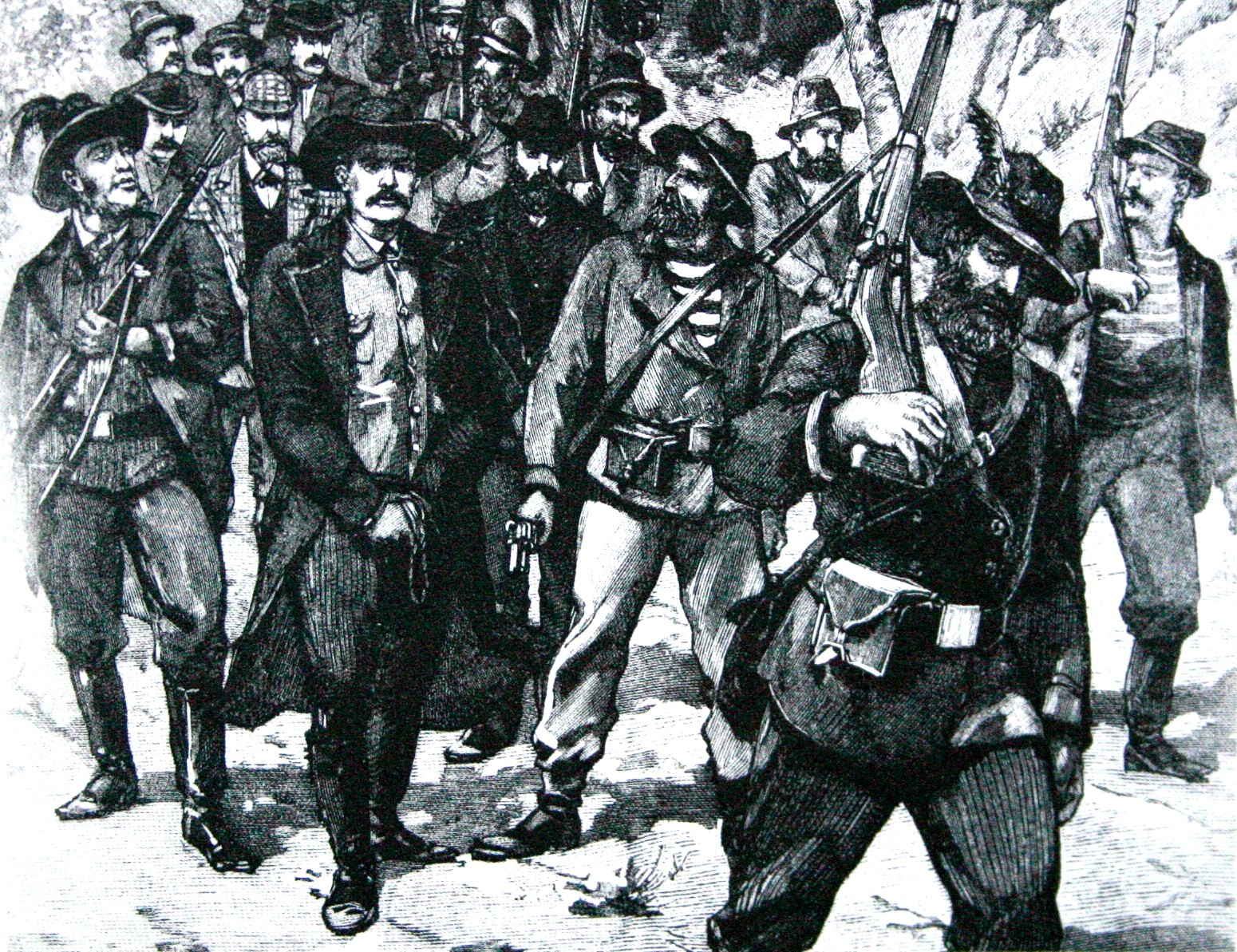
Samtida teckning som skildrar gripandet av Leander Starr Jameson, publicerad i en fransk tidning.

Jamesonräden (29 december 1895–2 januari 1896) var en misslyckad militär aktion riktad mot boerstaten Sydafrikanska republiken i Transvaal i nuvarande Sydafrika. Räden leddes av Leander Starr Jameson, anställd av Cecil Rhodes handelskompani British South Africa Company, och genomfördes med styrkor från Rhodesia och Bechuanaland. Syftet var att utlösa ett uppror bland utländska arbetare, så kallade uitlanders, i Transvaal. 

## Bakgrund

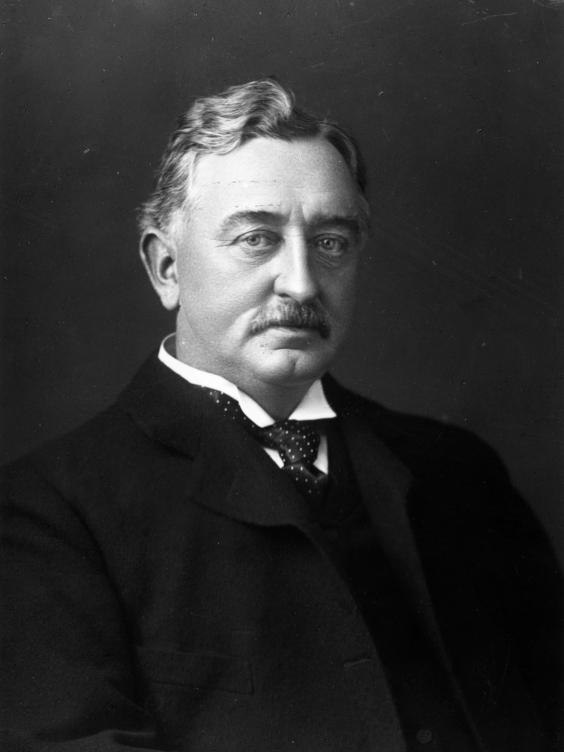
Cecil Rhodes.

Genom upptäckten och bearbetningen av guldfälten vid Witwatersrand hade en liten del av det område som kontrollerades av boerna förvandlats till ett industriland. Utlänningar från olika länder, men i synnerhet britter, invandrade och slog sig ned i och omkring Johannesburg. Den icke holländska andelen av Transvaals befolkning blev på så sätt allt talrikare.
Boerna höll dock på sin ensamrätt att styra landet och ville inte medge utlänningarna full rösträtt till folkrådet. De fruktade att de i så fall skulle bli överröstade. År 1893 grundade därför dessa uitlanders en särskild reformkommitté och uppställde anspråk på att bli jämställda med boerna i rösträtt.
Framför allt var gruvägarna missnöjda med Transvaalregeringens hållning. De krävde att republiken skulle tvinga de infödda till arbete i gruvorna, och protesterade mot det bestående regeringsmonopolet på handel med dynamit, som var oumbärlig för sprängningsarbetet i bergverksområdet. Som premiärminister i Kapkolonin och chef för British South Africa Company understödde Cecil Rhodes dessa anspråk. Men boerna, under ledning av presidenten Paul Kruger, framhärdade obevekligt i sitt motstånd.

## Förlopp

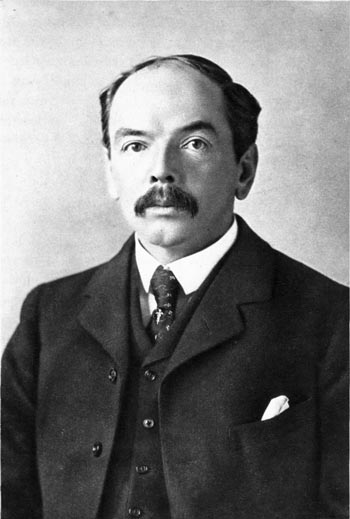
Leander Starr Jameson.

Med stöd av reformkommittén i Johannesburg gjorde Leander Starr Jameson de sista dagarna av år 1895 sitt försök att genom en rask kupp överrumpla Transvaalstaten. Med en styrka på cirka 800 ryttare och sex kanoner inbröt han utan krigsförklaring i Transvaalområdet.
Kruger var dock förvarnad och skickade i rätt tid ett uppbåd mot Jameson under anförande av general Joubert. Den 2 januari 1896 kom det till en drabbning vid Krugersdorp, där Jameson blev fullständigt slagen och själv tillfångatagen. Samtidigt omintetgjordes ett försök till resning i Johannesburg, och även där fängslades anstiftarna.
Jameson och hans officerare hotades först med arkebusering av Transvaals myndigheter, i strid mot löftet vid kapitulationen om att deras liv skulle skonas. Men de utlämnades till sist, på brittiska regeringens enträgna begäran, och ställdes i London i maj 1896 år inför rätta för brott mot "Foreign enlistment act" (om väpnad inblandning i utländska stridigheter). Jameson dömdes till 15 månaders fängelse, men återfick av hälsoskäl friheten redan i december samma år.

## Efterspel
I Europa uttrycktes på många håll sympati för de överfallna boerna. Kejsar Wilhelm i Tyskland skickade ett telegram till Kruger med lyckönskan till att han lyckats avvärja anslaget utan att ha bett vänskapliga makter om hjälp. I Storbritannien fann man sig föranlåten att göra något för att blidka det allmänna missnöjet. Rhodes entledigades från sin plats som premiärminister i Kapkolonin och tvingades även att avgå från direktoriet i British South Africa Company. Kompaniet berövades rättigheten att hålla egna trupper, och dess område underkastades strängare uppsikt av den brittiska regeringen. Rhodes avgång åtföljdes av ett nytt häftigt uppror av de infödda, andra matabelekriget.